# Marita insculpta
Marita insculpta é uma espécie de gastrópode do gênero Marita, pertencente a família Mangeliidae.